# Anders Lundin
Anders Erik Lundin (født 8. september 1958 i Farsta, Stockholm) er en svensk programleder og komiker. Han er gift med Kerstin Lundin-Ryhed og de har 2 børn.
Lundin studerede ved Dramatiska Institutet. Han ledede Melodifestivalen 1999 med Vendela Kirsebom og Eurovision Song Contest 2000 med Kattis Ahlström. Han arbejdede som leder for det populære TV-program Allsång på Skansen 2004–2010 (arbejdede også i slutningen af 2003 sæsonen som "praktikant" til den daværende leder Lasse Berghagen). Han har også medvirket i blandt andet Björnes magasin og Bullen.
Lundin har også produceret sange, som Sveriges Television brugte i musikvideoer, med Lars In de Betou.